# Festival Montpellier Danse
Le Festival Montpellier Danse est un festival annuel de danse contemporaine fondé en 1981 par Georges Frêche, alors maire de Montpellier et Dominique Bagouet, chorégraphe.

## Historique
Ce festival a été créé en juillet 1981 sous l'impulsion de Dominique Bagouet qui venait de prendre la direction du Centre chorégraphique national de Montpellier, créé dans le cadre d'une politique de décentralisation de la culture et de régionalisation avec le soutien important de la ville de Montpellier et de son maire Georges Frêche.
Ce festival est initialement  une scène supplémentaire ouverte au développement et à la promotion de la Nouvelle danse française, dont Bagouet est un des chefs de file. L'organisation du festival est confiée après quelques années à Jean-Paul Montanari qui le dirige depuis 1983. Les représentations sont délocalisées dans différents lieux de la ville.
Le succès du festival au cours des années 1990, avec une moyenne de 50 000 spectateurs payants, entraîne à partir de 1996 la création d'une seconde saison de festivité en hiver, en plus de celle d'été. Montpellier Danse devient alors un des festivals de danse contemporaine les plus importants d'Europe.